# Acaymo (Mencey de Güimar)
Acaymo o Acaimo (Tenerife, siglos XIV-XV) fue el primer mencey de Güímar, hijo de Tinerfe el Grande. Gobernó Güímar desde poco antes de 1390 hasta el siglo XV.

## Antroponimia
Para el filólogo Juan Álvarez Delgado, el antropónimo podría traducirse por ‘negro’, ‘moreno’, mientras que para el también filólogo Ignacio Reyes el término valdría como ‘disminuido’, ‘encogido’ desde una forma primaria a-kăyəm.
El investigador Dominik Wölfel propone como paralelo en las lenguas bereberes del norte de África ḡaim, ‘quedarse’.

## Familia
La hermana de Acaimo de Güímar se casó con Aniaga (primer mencey de Tacoronte), por lo que llamaron a su hijo como su tío, Acaimo.
Su hijo era Añaterve, mencey de Güímar en la época de la conquista, aunque para el historiador Juan Bethencourt Alfonso, Añaterve era hijo de Sortibán, apodado el Rey Ciego, quien abdicó en él el gobierno del menceyato al padecer ceguera. A su vez, Sortibán era el primogénito de Dadarmo el Rey de las Lanzadas, hijo de Acaymo.
Acaymo tenía otro hijo, llamado Guadameña, que fue ajusticiado por Bencomo.

## Virgen de Candelaria
Bajo el gobierno de Acaymo sucedió la aparición de la virgen de Candelaria en la playa de Chimisay entre 1390 y 1401.
Según la leyenda relatada por Fray Alonso de Espinosa, iban dos pastores guanches a encerrar su ganado a las cuevas cuando notaron que el ganado se remolinaba y no quería entrar. Buscando la causa miraron hacia la desembocadura del Barranco de Chimisay y vieron sobre una peña, casi a la orilla del mar, la figura de una mujer que creyeron animada. Como estaba prohibido a los hombres hablar o acercarse a las mujeres en despoblado, le hicieron señas para que se retirase a fin de que pasase el ganado. Pero al querer ejecutar la acción, el brazo se le quedó yerto y sin movimiento. El otro pastor quiso herirla con su cuchillo. Pero en lugar de herirla, quedó herido el mismo. Asustados, huyeron los dos pastores a Chinguaro, la cueva-palacio del mencey, para referirle lo acontecido. El mencey acudió con sus consejeros. Ella no respondía pero nadie se atrevía a tocarla. El mencey decidió que fuesen los mismos dos pastores ya heridos quienes la recogieran para llevarla a su cueva. Ellos, al contacto con la imagen, quedaron sanados. El mencey comprendió que aquella mujer con un niño en brazos era cosa sobrenatural. El mismo Acaymo entonces quiso llevarla en sus brazos, pero después de un trecho, por el peso, necesitó pedir socorro. Es así que en lugar de la aparición hay hoy día una cruz y en el lugar donde el mencey pidió socorro, un santuario a Nra. Señora del Socorro.
La llevaron a una cueva cerca de la morada del mencey, hoy convertida en capilla. Más tarde un joven llamado Antón Guanche, que había sido tomado como esclavo por los castellanos y había logrado escapar y regresar a su isla, reconoció en la imagen milagrosa a la Virgen María. Él, habiendo sido bautizado le relató al mencey y a su corte la fe cristiana que él sostenía. Así llegaron a conocer a la Virgen María como "La Madre del sustentador del cielo y tierra" (Guanche: Achmayex Guayaxerax Achoron Achaman o Chaxiraxi) y la trasladaron a la Cueva de Achbinico (detrás de la actual Basílica de Candelaria) para veneración pública.